# Otakar Javornický
Otakar Javornický (15. prosince 1878 Kralupy nad Vltavou – ???) byl český a československý politik a meziválečný senátor Národního shromáždění ČSR za Československou stranu národně socialistickou.

## Biografie
Profesí byl redaktorem železničářských listů v Praze.
V parlamentních volbách v roce 1935 získal senátorské křeslo v Národním shromáždění. V senátu setrval do jeho zrušení v roce 1939, přičemž krátce předtím ještě v prosinci 1938 přestoupil do nově vzniklé Strany národní jednoty.